# تله‌نور پاکستان
تله‌نور پاکستان (انگلیسی: Telenor Pakistan) شرکت مخابرات پاکستانی است، که در سال ۲۰۰۸ توسط شرکت تله‌نور تأسیس شد.